# Естебан Каналь
Естебан Каналь (19 квітня 1896, Чиклайо — 14 лютого 1981, Варезе) — італійський шахіст перуанського походження.

## Шахова кар'єра
Народився в Перу. У 1920-х роках переїхав до Італії, де проживав до кінця життя. Тоді ж розпочав виступи в у міжнародних турнірах. Першого успіху досягнув 1923 року в Трієсті, де посів 2-ге місце (позаду Пауля Йонера). У наступних роках здобув низку значущих результатів, зокрема, поділив 2-ге місце в Мерано (1926, позаду Едґара Колле, разом з Давидом Пшепюркою i Рудольфом Шпільманом), посів 2-ге місце в Будапешті (1932), посів 1-ше місце в Будапешті (1933), поділив 1-2-ге місце в Реусі (1936), посів 1-ше місце в Реджо-Емілія (1947), двічі поділив 2-3-те місце у Венеції (1947 i 1948, позаду Мігеля Найдорфа, разом з Гедеоном Барцою), а також посів 1-ше місце у Венеції (1953).
1950 року в Дубровнику єдиний раз у кар'єрі взяв участь у шаховій олімпіаді, представляючи Перу на найважчій 1-й шахівниці i здобувши 4 очка в 15 партіях. Того самого року ФІДЕ присудила йому звання міжнародного майстра, а 1977 року — почесного гросмейстерa, за виступи в минулому.
За даними ретроспективної рейтингової системи Chessmetrics, найвищий ретинг мав станом на березень 1934 року, досягнувши 2675 пунктів посідав тоді 8-ме місце в світі.
Автор виданого 1948 року в Мілані підручника гри в міттельшпілі під назвою Strategia de Avamposti. 1951 року написав книжку, привячену турнірові в Реджо-Емілії (I Torneo internationale di schacchi Reggio Emilia).
|   | a | b | c | d | e | f | g | h |   |
| 8 | c8 чорний король · d8 чорна тура · g8 чорний кінь · h8 чорна тура · a7 чорний пішак · b7 чорний пішак · d7 чорний кінь · f7 чорний пішак · g7 чорний пішак · h7 чорний пішак · c6 чорний пішак · e6 чорний пішак · a5 чорний ферзь · b4 чорний слон · d4 білий пішак · f4 білий слон · a3 білий пішак · c3 білий кінь · f3 білий ферзь · h3 білий пішак · b2 білий пішак · c2 білий пішак · e2 білий слон · f2 білий пішак · g2 білий пішак · a1 біла тура · e1 білий король · h1 біла тура | c8 чорний король · d8 чорна тура · g8 чорний кінь · h8 чорна тура · a7 чорний пішак · b7 чорний пішак · d7 чорний кінь · f7 чорний пішак · g7 чорний пішак · h7 чорний пішак · c6 чорний пішак · e6 чорний пішак · a5 чорний ферзь · b4 чорний слон · d4 білий пішак · f4 білий слон · a3 білий пішак · c3 білий кінь · f3 білий ферзь · h3 білий пішак · b2 білий пішак · c2 білий пішак · e2 білий слон · f2 білий пішак · g2 білий пішак · a1 біла тура · e1 білий король · h1 біла тура | c8 чорний король · d8 чорна тура · g8 чорний кінь · h8 чорна тура · a7 чорний пішак · b7 чорний пішак · d7 чорний кінь · f7 чорний пішак · g7 чорний пішак · h7 чорний пішак · c6 чорний пішак · e6 чорний пішак · a5 чорний ферзь · b4 чорний слон · d4 білий пішак · f4 білий слон · a3 білий пішак · c3 білий кінь · f3 білий ферзь · h3 білий пішак · b2 білий пішак · c2 білий пішак · e2 білий слон · f2 білий пішак · g2 білий пішак · a1 біла тура · e1 білий король · h1 біла тура | c8 чорний король · d8 чорна тура · g8 чорний кінь · h8 чорна тура · a7 чорний пішак · b7 чорний пішак · d7 чорний кінь · f7 чорний пішак · g7 чорний пішак · h7 чорний пішак · c6 чорний пішак · e6 чорний пішак · a5 чорний ферзь · b4 чорний слон · d4 білий пішак · f4 білий слон · a3 білий пішак · c3 білий кінь · f3 білий ферзь · h3 білий пішак · b2 білий пішак · c2 білий пішак · e2 білий слон · f2 білий пішак · g2 білий пішак · a1 біла тура · e1 білий король · h1 біла тура | c8 чорний король · d8 чорна тура · g8 чорний кінь · h8 чорна тура · a7 чорний пішак · b7 чорний пішак · d7 чорний кінь · f7 чорний пішак · g7 чорний пішак · h7 чорний пішак · c6 чорний пішак · e6 чорний пішак · a5 чорний ферзь · b4 чорний слон · d4 білий пішак · f4 білий слон · a3 білий пішак · c3 білий кінь · f3 білий ферзь · h3 білий пішак · b2 білий пішак · c2 білий пішак · e2 білий слон · f2 білий пішак · g2 білий пішак · a1 біла тура · e1 білий король · h1 біла тура | c8 чорний король · d8 чорна тура · g8 чорний кінь · h8 чорна тура · a7 чорний пішак · b7 чорний пішак · d7 чорний кінь · f7 чорний пішак · g7 чорний пішак · h7 чорний пішак · c6 чорний пішак · e6 чорний пішак · a5 чорний ферзь · b4 чорний слон · d4 білий пішак · f4 білий слон · a3 білий пішак · c3 білий кінь · f3 білий ферзь · h3 білий пішак · b2 білий пішак · c2 білий пішак · e2 білий слон · f2 білий пішак · g2 білий пішак · a1 біла тура · e1 білий король · h1 біла тура | c8 чорний король · d8 чорна тура · g8 чорний кінь · h8 чорна тура · a7 чорний пішак · b7 чорний пішак · d7 чорний кінь · f7 чорний пішак · g7 чорний пішак · h7 чорний пішак · c6 чорний пішак · e6 чорний пішак · a5 чорний ферзь · b4 чорний слон · d4 білий пішак · f4 білий слон · a3 білий пішак · c3 білий кінь · f3 білий ферзь · h3 білий пішак · b2 білий пішак · c2 білий пішак · e2 білий слон · f2 білий пішак · g2 білий пішак · a1 біла тура · e1 білий король · h1 біла тура | c8 чорний король · d8 чорна тура · g8 чорний кінь · h8 чорна тура · a7 чорний пішак · b7 чорний пішак · d7 чорний кінь · f7 чорний пішак · g7 чорний пішак · h7 чорний пішак · c6 чорний пішак · e6 чорний пішак · a5 чорний ферзь · b4 чорний слон · d4 білий пішак · f4 білий слон · a3 білий пішак · c3 білий кінь · f3 білий ферзь · h3 білий пішак · b2 білий пішак · c2 білий пішак · e2 білий слон · f2 білий пішак · g2 білий пішак · a1 біла тура · e1 білий король · h1 біла тура | 8 |
| 7 | c8 чорний король · d8 чорна тура · g8 чорний кінь · h8 чорна тура · a7 чорний пішак · b7 чорний пішак · d7 чорний кінь · f7 чорний пішак · g7 чорний пішак · h7 чорний пішак · c6 чорний пішак · e6 чорний пішак · a5 чорний ферзь · b4 чорний слон · d4 білий пішак · f4 білий слон · a3 білий пішак · c3 білий кінь · f3 білий ферзь · h3 білий пішак · b2 білий пішак · c2 білий пішак · e2 білий слон · f2 білий пішак · g2 білий пішак · a1 біла тура · e1 білий король · h1 біла тура | c8 чорний король · d8 чорна тура · g8 чорний кінь · h8 чорна тура · a7 чорний пішак · b7 чорний пішак · d7 чорний кінь · f7 чорний пішак · g7 чорний пішак · h7 чорний пішак · c6 чорний пішак · e6 чорний пішак · a5 чорний ферзь · b4 чорний слон · d4 білий пішак · f4 білий слон · a3 білий пішак · c3 білий кінь · f3 білий ферзь · h3 білий пішак · b2 білий пішак · c2 білий пішак · e2 білий слон · f2 білий пішак · g2 білий пішак · a1 біла тура · e1 білий король · h1 біла тура | c8 чорний король · d8 чорна тура · g8 чорний кінь · h8 чорна тура · a7 чорний пішак · b7 чорний пішак · d7 чорний кінь · f7 чорний пішак · g7 чорний пішак · h7 чорний пішак · c6 чорний пішак · e6 чорний пішак · a5 чорний ферзь · b4 чорний слон · d4 білий пішак · f4 білий слон · a3 білий пішак · c3 білий кінь · f3 білий ферзь · h3 білий пішак · b2 білий пішак · c2 білий пішак · e2 білий слон · f2 білий пішак · g2 білий пішак · a1 біла тура · e1 білий король · h1 біла тура | c8 чорний король · d8 чорна тура · g8 чорний кінь · h8 чорна тура · a7 чорний пішак · b7 чорний пішак · d7 чорний кінь · f7 чорний пішак · g7 чорний пішак · h7 чорний пішак · c6 чорний пішак · e6 чорний пішак · a5 чорний ферзь · b4 чорний слон · d4 білий пішак · f4 білий слон · a3 білий пішак · c3 білий кінь · f3 білий ферзь · h3 білий пішак · b2 білий пішак · c2 білий пішак · e2 білий слон · f2 білий пішак · g2 білий пішак · a1 біла тура · e1 білий король · h1 біла тура | c8 чорний король · d8 чорна тура · g8 чорний кінь · h8 чорна тура · a7 чорний пішак · b7 чорний пішак · d7 чорний кінь · f7 чорний пішак · g7 чорний пішак · h7 чорний пішак · c6 чорний пішак · e6 чорний пішак · a5 чорний ферзь · b4 чорний слон · d4 білий пішак · f4 білий слон · a3 білий пішак · c3 білий кінь · f3 білий ферзь · h3 білий пішак · b2 білий пішак · c2 білий пішак · e2 білий слон · f2 білий пішак · g2 білий пішак · a1 біла тура · e1 білий король · h1 біла тура | c8 чорний король · d8 чорна тура · g8 чорний кінь · h8 чорна тура · a7 чорний пішак · b7 чорний пішак · d7 чорний кінь · f7 чорний пішак · g7 чорний пішак · h7 чорний пішак · c6 чорний пішак · e6 чорний пішак · a5 чорний ферзь · b4 чорний слон · d4 білий пішак · f4 білий слон · a3 білий пішак · c3 білий кінь · f3 білий ферзь · h3 білий пішак · b2 білий пішак · c2 білий пішак · e2 білий слон · f2 білий пішак · g2 білий пішак · a1 біла тура · e1 білий король · h1 біла тура | c8 чорний король · d8 чорна тура · g8 чорний кінь · h8 чорна тура · a7 чорний пішак · b7 чорний пішак · d7 чорний кінь · f7 чорний пішак · g7 чорний пішак · h7 чорний пішак · c6 чорний пішак · e6 чорний пішак · a5 чорний ферзь · b4 чорний слон · d4 білий пішак · f4 білий слон · a3 білий пішак · c3 білий кінь · f3 білий ферзь · h3 білий пішак · b2 білий пішак · c2 білий пішак · e2 білий слон · f2 білий пішак · g2 білий пішак · a1 біла тура · e1 білий король · h1 біла тура | c8 чорний король · d8 чорна тура · g8 чорний кінь · h8 чорна тура · a7 чорний пішак · b7 чорний пішак · d7 чорний кінь · f7 чорний пішак · g7 чорний пішак · h7 чорний пішак · c6 чорний пішак · e6 чорний пішак · a5 чорний ферзь · b4 чорний слон · d4 білий пішак · f4 білий слон · a3 білий пішак · c3 білий кінь · f3 білий ферзь · h3 білий пішак · b2 білий пішак · c2 білий пішак · e2 білий слон · f2 білий пішак · g2 білий пішак · a1 біла тура · e1 білий король · h1 біла тура | 7 |
| 6 | c8 чорний король · d8 чорна тура · g8 чорний кінь · h8 чорна тура · a7 чорний пішак · b7 чорний пішак · d7 чорний кінь · f7 чорний пішак · g7 чорний пішак · h7 чорний пішак · c6 чорний пішак · e6 чорний пішак · a5 чорний ферзь · b4 чорний слон · d4 білий пішак · f4 білий слон · a3 білий пішак · c3 білий кінь · f3 білий ферзь · h3 білий пішак · b2 білий пішак · c2 білий пішак · e2 білий слон · f2 білий пішак · g2 білий пішак · a1 біла тура · e1 білий король · h1 біла тура | c8 чорний король · d8 чорна тура · g8 чорний кінь · h8 чорна тура · a7 чорний пішак · b7 чорний пішак · d7 чорний кінь · f7 чорний пішак · g7 чорний пішак · h7 чорний пішак · c6 чорний пішак · e6 чорний пішак · a5 чорний ферзь · b4 чорний слон · d4 білий пішак · f4 білий слон · a3 білий пішак · c3 білий кінь · f3 білий ферзь · h3 білий пішак · b2 білий пішак · c2 білий пішак · e2 білий слон · f2 білий пішак · g2 білий пішак · a1 біла тура · e1 білий король · h1 біла тура | c8 чорний король · d8 чорна тура · g8 чорний кінь · h8 чорна тура · a7 чорний пішак · b7 чорний пішак · d7 чорний кінь · f7 чорний пішак · g7 чорний пішак · h7 чорний пішак · c6 чорний пішак · e6 чорний пішак · a5 чорний ферзь · b4 чорний слон · d4 білий пішак · f4 білий слон · a3 білий пішак · c3 білий кінь · f3 білий ферзь · h3 білий пішак · b2 білий пішак · c2 білий пішак · e2 білий слон · f2 білий пішак · g2 білий пішак · a1 біла тура · e1 білий король · h1 біла тура | c8 чорний король · d8 чорна тура · g8 чорний кінь · h8 чорна тура · a7 чорний пішак · b7 чорний пішак · d7 чорний кінь · f7 чорний пішак · g7 чорний пішак · h7 чорний пішак · c6 чорний пішак · e6 чорний пішак · a5 чорний ферзь · b4 чорний слон · d4 білий пішак · f4 білий слон · a3 білий пішак · c3 білий кінь · f3 білий ферзь · h3 білий пішак · b2 білий пішак · c2 білий пішак · e2 білий слон · f2 білий пішак · g2 білий пішак · a1 біла тура · e1 білий король · h1 біла тура | c8 чорний король · d8 чорна тура · g8 чорний кінь · h8 чорна тура · a7 чорний пішак · b7 чорний пішак · d7 чорний кінь · f7 чорний пішак · g7 чорний пішак · h7 чорний пішак · c6 чорний пішак · e6 чорний пішак · a5 чорний ферзь · b4 чорний слон · d4 білий пішак · f4 білий слон · a3 білий пішак · c3 білий кінь · f3 білий ферзь · h3 білий пішак · b2 білий пішак · c2 білий пішак · e2 білий слон · f2 білий пішак · g2 білий пішак · a1 біла тура · e1 білий король · h1 біла тура | c8 чорний король · d8 чорна тура · g8 чорний кінь · h8 чорна тура · a7 чорний пішак · b7 чорний пішак · d7 чорний кінь · f7 чорний пішак · g7 чорний пішак · h7 чорний пішак · c6 чорний пішак · e6 чорний пішак · a5 чорний ферзь · b4 чорний слон · d4 білий пішак · f4 білий слон · a3 білий пішак · c3 білий кінь · f3 білий ферзь · h3 білий пішак · b2 білий пішак · c2 білий пішак · e2 білий слон · f2 білий пішак · g2 білий пішак · a1 біла тура · e1 білий король · h1 біла тура | c8 чорний король · d8 чорна тура · g8 чорний кінь · h8 чорна тура · a7 чорний пішак · b7 чорний пішак · d7 чорний кінь · f7 чорний пішак · g7 чорний пішак · h7 чорний пішак · c6 чорний пішак · e6 чорний пішак · a5 чорний ферзь · b4 чорний слон · d4 білий пішак · f4 білий слон · a3 білий пішак · c3 білий кінь · f3 білий ферзь · h3 білий пішак · b2 білий пішак · c2 білий пішак · e2 білий слон · f2 білий пішак · g2 білий пішак · a1 біла тура · e1 білий король · h1 біла тура | c8 чорний король · d8 чорна тура · g8 чорний кінь · h8 чорна тура · a7 чорний пішак · b7 чорний пішак · d7 чорний кінь · f7 чорний пішак · g7 чорний пішак · h7 чорний пішак · c6 чорний пішак · e6 чорний пішак · a5 чорний ферзь · b4 чорний слон · d4 білий пішак · f4 білий слон · a3 білий пішак · c3 білий кінь · f3 білий ферзь · h3 білий пішак · b2 білий пішак · c2 білий пішак · e2 білий слон · f2 білий пішак · g2 білий пішак · a1 біла тура · e1 білий король · h1 біла тура | 6 |
| 5 | c8 чорний король · d8 чорна тура · g8 чорний кінь · h8 чорна тура · a7 чорний пішак · b7 чорний пішак · d7 чорний кінь · f7 чорний пішак · g7 чорний пішак · h7 чорний пішак · c6 чорний пішак · e6 чорний пішак · a5 чорний ферзь · b4 чорний слон · d4 білий пішак · f4 білий слон · a3 білий пішак · c3 білий кінь · f3 білий ферзь · h3 білий пішак · b2 білий пішак · c2 білий пішак · e2 білий слон · f2 білий пішак · g2 білий пішак · a1 біла тура · e1 білий король · h1 біла тура | c8 чорний король · d8 чорна тура · g8 чорний кінь · h8 чорна тура · a7 чорний пішак · b7 чорний пішак · d7 чорний кінь · f7 чорний пішак · g7 чорний пішак · h7 чорний пішак · c6 чорний пішак · e6 чорний пішак · a5 чорний ферзь · b4 чорний слон · d4 білий пішак · f4 білий слон · a3 білий пішак · c3 білий кінь · f3 білий ферзь · h3 білий пішак · b2 білий пішак · c2 білий пішак · e2 білий слон · f2 білий пішак · g2 білий пішак · a1 біла тура · e1 білий король · h1 біла тура | c8 чорний король · d8 чорна тура · g8 чорний кінь · h8 чорна тура · a7 чорний пішак · b7 чорний пішак · d7 чорний кінь · f7 чорний пішак · g7 чорний пішак · h7 чорний пішак · c6 чорний пішак · e6 чорний пішак · a5 чорний ферзь · b4 чорний слон · d4 білий пішак · f4 білий слон · a3 білий пішак · c3 білий кінь · f3 білий ферзь · h3 білий пішак · b2 білий пішак · c2 білий пішак · e2 білий слон · f2 білий пішак · g2 білий пішак · a1 біла тура · e1 білий король · h1 біла тура | c8 чорний король · d8 чорна тура · g8 чорний кінь · h8 чорна тура · a7 чорний пішак · b7 чорний пішак · d7 чорний кінь · f7 чорний пішак · g7 чорний пішак · h7 чорний пішак · c6 чорний пішак · e6 чорний пішак · a5 чорний ферзь · b4 чорний слон · d4 білий пішак · f4 білий слон · a3 білий пішак · c3 білий кінь · f3 білий ферзь · h3 білий пішак · b2 білий пішак · c2 білий пішак · e2 білий слон · f2 білий пішак · g2 білий пішак · a1 біла тура · e1 білий король · h1 біла тура | c8 чорний король · d8 чорна тура · g8 чорний кінь · h8 чорна тура · a7 чорний пішак · b7 чорний пішак · d7 чорний кінь · f7 чорний пішак · g7 чорний пішак · h7 чорний пішак · c6 чорний пішак · e6 чорний пішак · a5 чорний ферзь · b4 чорний слон · d4 білий пішак · f4 білий слон · a3 білий пішак · c3 білий кінь · f3 білий ферзь · h3 білий пішак · b2 білий пішак · c2 білий пішак · e2 білий слон · f2 білий пішак · g2 білий пішак · a1 біла тура · e1 білий король · h1 біла тура | c8 чорний король · d8 чорна тура · g8 чорний кінь · h8 чорна тура · a7 чорний пішак · b7 чорний пішак · d7 чорний кінь · f7 чорний пішак · g7 чорний пішак · h7 чорний пішак · c6 чорний пішак · e6 чорний пішак · a5 чорний ферзь · b4 чорний слон · d4 білий пішак · f4 білий слон · a3 білий пішак · c3 білий кінь · f3 білий ферзь · h3 білий пішак · b2 білий пішак · c2 білий пішак · e2 білий слон · f2 білий пішак · g2 білий пішак · a1 біла тура · e1 білий король · h1 біла тура | c8 чорний король · d8 чорна тура · g8 чорний кінь · h8 чорна тура · a7 чорний пішак · b7 чорний пішак · d7 чорний кінь · f7 чорний пішак · g7 чорний пішак · h7 чорний пішак · c6 чорний пішак · e6 чорний пішак · a5 чорний ферзь · b4 чорний слон · d4 білий пішак · f4 білий слон · a3 білий пішак · c3 білий кінь · f3 білий ферзь · h3 білий пішак · b2 білий пішак · c2 білий пішак · e2 білий слон · f2 білий пішак · g2 білий пішак · a1 біла тура · e1 білий король · h1 біла тура | c8 чорний король · d8 чорна тура · g8 чорний кінь · h8 чорна тура · a7 чорний пішак · b7 чорний пішак · d7 чорний кінь · f7 чорний пішак · g7 чорний пішак · h7 чорний пішак · c6 чорний пішак · e6 чорний пішак · a5 чорний ферзь · b4 чорний слон · d4 білий пішак · f4 білий слон · a3 білий пішак · c3 білий кінь · f3 білий ферзь · h3 білий пішак · b2 білий пішак · c2 білий пішак · e2 білий слон · f2 білий пішак · g2 білий пішак · a1 біла тура · e1 білий король · h1 біла тура | 5 |
| 4 | c8 чорний король · d8 чорна тура · g8 чорний кінь · h8 чорна тура · a7 чорний пішак · b7 чорний пішак · d7 чорний кінь · f7 чорний пішак · g7 чорний пішак · h7 чорний пішак · c6 чорний пішак · e6 чорний пішак · a5 чорний ферзь · b4 чорний слон · d4 білий пішак · f4 білий слон · a3 білий пішак · c3 білий кінь · f3 білий ферзь · h3 білий пішак · b2 білий пішак · c2 білий пішак · e2 білий слон · f2 білий пішак · g2 білий пішак · a1 біла тура · e1 білий король · h1 біла тура | c8 чорний король · d8 чорна тура · g8 чорний кінь · h8 чорна тура · a7 чорний пішак · b7 чорний пішак · d7 чорний кінь · f7 чорний пішак · g7 чорний пішак · h7 чорний пішак · c6 чорний пішак · e6 чорний пішак · a5 чорний ферзь · b4 чорний слон · d4 білий пішак · f4 білий слон · a3 білий пішак · c3 білий кінь · f3 білий ферзь · h3 білий пішак · b2 білий пішак · c2 білий пішак · e2 білий слон · f2 білий пішак · g2 білий пішак · a1 біла тура · e1 білий король · h1 біла тура | c8 чорний король · d8 чорна тура · g8 чорний кінь · h8 чорна тура · a7 чорний пішак · b7 чорний пішак · d7 чорний кінь · f7 чорний пішак · g7 чорний пішак · h7 чорний пішак · c6 чорний пішак · e6 чорний пішак · a5 чорний ферзь · b4 чорний слон · d4 білий пішак · f4 білий слон · a3 білий пішак · c3 білий кінь · f3 білий ферзь · h3 білий пішак · b2 білий пішак · c2 білий пішак · e2 білий слон · f2 білий пішак · g2 білий пішак · a1 біла тура · e1 білий король · h1 біла тура | c8 чорний король · d8 чорна тура · g8 чорний кінь · h8 чорна тура · a7 чорний пішак · b7 чорний пішак · d7 чорний кінь · f7 чорний пішак · g7 чорний пішак · h7 чорний пішак · c6 чорний пішак · e6 чорний пішак · a5 чорний ферзь · b4 чорний слон · d4 білий пішак · f4 білий слон · a3 білий пішак · c3 білий кінь · f3 білий ферзь · h3 білий пішак · b2 білий пішак · c2 білий пішак · e2 білий слон · f2 білий пішак · g2 білий пішак · a1 біла тура · e1 білий король · h1 біла тура | c8 чорний король · d8 чорна тура · g8 чорний кінь · h8 чорна тура · a7 чорний пішак · b7 чорний пішак · d7 чорний кінь · f7 чорний пішак · g7 чорний пішак · h7 чорний пішак · c6 чорний пішак · e6 чорний пішак · a5 чорний ферзь · b4 чорний слон · d4 білий пішак · f4 білий слон · a3 білий пішак · c3 білий кінь · f3 білий ферзь · h3 білий пішак · b2 білий пішак · c2 білий пішак · e2 білий слон · f2 білий пішак · g2 білий пішак · a1 біла тура · e1 білий король · h1 біла тура | c8 чорний король · d8 чорна тура · g8 чорний кінь · h8 чорна тура · a7 чорний пішак · b7 чорний пішак · d7 чорний кінь · f7 чорний пішак · g7 чорний пішак · h7 чорний пішак · c6 чорний пішак · e6 чорний пішак · a5 чорний ферзь · b4 чорний слон · d4 білий пішак · f4 білий слон · a3 білий пішак · c3 білий кінь · f3 білий ферзь · h3 білий пішак · b2 білий пішак · c2 білий пішак · e2 білий слон · f2 білий пішак · g2 білий пішак · a1 біла тура · e1 білий король · h1 біла тура | c8 чорний король · d8 чорна тура · g8 чорний кінь · h8 чорна тура · a7 чорний пішак · b7 чорний пішак · d7 чорний кінь · f7 чорний пішак · g7 чорний пішак · h7 чорний пішак · c6 чорний пішак · e6 чорний пішак · a5 чорний ферзь · b4 чорний слон · d4 білий пішак · f4 білий слон · a3 білий пішак · c3 білий кінь · f3 білий ферзь · h3 білий пішак · b2 білий пішак · c2 білий пішак · e2 білий слон · f2 білий пішак · g2 білий пішак · a1 біла тура · e1 білий король · h1 біла тура | c8 чорний король · d8 чорна тура · g8 чорний кінь · h8 чорна тура · a7 чорний пішак · b7 чорний пішак · d7 чорний кінь · f7 чорний пішак · g7 чорний пішак · h7 чорний пішак · c6 чорний пішак · e6 чорний пішак · a5 чорний ферзь · b4 чорний слон · d4 білий пішак · f4 білий слон · a3 білий пішак · c3 білий кінь · f3 білий ферзь · h3 білий пішак · b2 білий пішак · c2 білий пішак · e2 білий слон · f2 білий пішак · g2 білий пішак · a1 біла тура · e1 білий король · h1 біла тура | 4 |
| 3 | c8 чорний король · d8 чорна тура · g8 чорний кінь · h8 чорна тура · a7 чорний пішак · b7 чорний пішак · d7 чорний кінь · f7 чорний пішак · g7 чорний пішак · h7 чорний пішак · c6 чорний пішак · e6 чорний пішак · a5 чорний ферзь · b4 чорний слон · d4 білий пішак · f4 білий слон · a3 білий пішак · c3 білий кінь · f3 білий ферзь · h3 білий пішак · b2 білий пішак · c2 білий пішак · e2 білий слон · f2 білий пішак · g2 білий пішак · a1 біла тура · e1 білий король · h1 біла тура | c8 чорний король · d8 чорна тура · g8 чорний кінь · h8 чорна тура · a7 чорний пішак · b7 чорний пішак · d7 чорний кінь · f7 чорний пішак · g7 чорний пішак · h7 чорний пішак · c6 чорний пішак · e6 чорний пішак · a5 чорний ферзь · b4 чорний слон · d4 білий пішак · f4 білий слон · a3 білий пішак · c3 білий кінь · f3 білий ферзь · h3 білий пішак · b2 білий пішак · c2 білий пішак · e2 білий слон · f2 білий пішак · g2 білий пішак · a1 біла тура · e1 білий король · h1 біла тура | c8 чорний король · d8 чорна тура · g8 чорний кінь · h8 чорна тура · a7 чорний пішак · b7 чорний пішак · d7 чорний кінь · f7 чорний пішак · g7 чорний пішак · h7 чорний пішак · c6 чорний пішак · e6 чорний пішак · a5 чорний ферзь · b4 чорний слон · d4 білий пішак · f4 білий слон · a3 білий пішак · c3 білий кінь · f3 білий ферзь · h3 білий пішак · b2 білий пішак · c2 білий пішак · e2 білий слон · f2 білий пішак · g2 білий пішак · a1 біла тура · e1 білий король · h1 біла тура | c8 чорний король · d8 чорна тура · g8 чорний кінь · h8 чорна тура · a7 чорний пішак · b7 чорний пішак · d7 чорний кінь · f7 чорний пішак · g7 чорний пішак · h7 чорний пішак · c6 чорний пішак · e6 чорний пішак · a5 чорний ферзь · b4 чорний слон · d4 білий пішак · f4 білий слон · a3 білий пішак · c3 білий кінь · f3 білий ферзь · h3 білий пішак · b2 білий пішак · c2 білий пішак · e2 білий слон · f2 білий пішак · g2 білий пішак · a1 біла тура · e1 білий король · h1 біла тура | c8 чорний король · d8 чорна тура · g8 чорний кінь · h8 чорна тура · a7 чорний пішак · b7 чорний пішак · d7 чорний кінь · f7 чорний пішак · g7 чорний пішак · h7 чорний пішак · c6 чорний пішак · e6 чорний пішак · a5 чорний ферзь · b4 чорний слон · d4 білий пішак · f4 білий слон · a3 білий пішак · c3 білий кінь · f3 білий ферзь · h3 білий пішак · b2 білий пішак · c2 білий пішак · e2 білий слон · f2 білий пішак · g2 білий пішак · a1 біла тура · e1 білий король · h1 біла тура | c8 чорний король · d8 чорна тура · g8 чорний кінь · h8 чорна тура · a7 чорний пішак · b7 чорний пішак · d7 чорний кінь · f7 чорний пішак · g7 чорний пішак · h7 чорний пішак · c6 чорний пішак · e6 чорний пішак · a5 чорний ферзь · b4 чорний слон · d4 білий пішак · f4 білий слон · a3 білий пішак · c3 білий кінь · f3 білий ферзь · h3 білий пішак · b2 білий пішак · c2 білий пішак · e2 білий слон · f2 білий пішак · g2 білий пішак · a1 біла тура · e1 білий король · h1 біла тура | c8 чорний король · d8 чорна тура · g8 чорний кінь · h8 чорна тура · a7 чорний пішак · b7 чорний пішак · d7 чорний кінь · f7 чорний пішак · g7 чорний пішак · h7 чорний пішак · c6 чорний пішак · e6 чорний пішак · a5 чорний ферзь · b4 чорний слон · d4 білий пішак · f4 білий слон · a3 білий пішак · c3 білий кінь · f3 білий ферзь · h3 білий пішак · b2 білий пішак · c2 білий пішак · e2 білий слон · f2 білий пішак · g2 білий пішак · a1 біла тура · e1 білий король · h1 біла тура | c8 чорний король · d8 чорна тура · g8 чорний кінь · h8 чорна тура · a7 чорний пішак · b7 чорний пішак · d7 чорний кінь · f7 чорний пішак · g7 чорний пішак · h7 чорний пішак · c6 чорний пішак · e6 чорний пішак · a5 чорний ферзь · b4 чорний слон · d4 білий пішак · f4 білий слон · a3 білий пішак · c3 білий кінь · f3 білий ферзь · h3 білий пішак · b2 білий пішак · c2 білий пішак · e2 білий слон · f2 білий пішак · g2 білий пішак · a1 біла тура · e1 білий король · h1 біла тура | 3 |
| 2 | c8 чорний король · d8 чорна тура · g8 чорний кінь · h8 чорна тура · a7 чорний пішак · b7 чорний пішак · d7 чорний кінь · f7 чорний пішак · g7 чорний пішак · h7 чорний пішак · c6 чорний пішак · e6 чорний пішак · a5 чорний ферзь · b4 чорний слон · d4 білий пішак · f4 білий слон · a3 білий пішак · c3 білий кінь · f3 білий ферзь · h3 білий пішак · b2 білий пішак · c2 білий пішак · e2 білий слон · f2 білий пішак · g2 білий пішак · a1 біла тура · e1 білий король · h1 біла тура | c8 чорний король · d8 чорна тура · g8 чорний кінь · h8 чорна тура · a7 чорний пішак · b7 чорний пішак · d7 чорний кінь · f7 чорний пішак · g7 чорний пішак · h7 чорний пішак · c6 чорний пішак · e6 чорний пішак · a5 чорний ферзь · b4 чорний слон · d4 білий пішак · f4 білий слон · a3 білий пішак · c3 білий кінь · f3 білий ферзь · h3 білий пішак · b2 білий пішак · c2 білий пішак · e2 білий слон · f2 білий пішак · g2 білий пішак · a1 біла тура · e1 білий король · h1 біла тура | c8 чорний король · d8 чорна тура · g8 чорний кінь · h8 чорна тура · a7 чорний пішак · b7 чорний пішак · d7 чорний кінь · f7 чорний пішак · g7 чорний пішак · h7 чорний пішак · c6 чорний пішак · e6 чорний пішак · a5 чорний ферзь · b4 чорний слон · d4 білий пішак · f4 білий слон · a3 білий пішак · c3 білий кінь · f3 білий ферзь · h3 білий пішак · b2 білий пішак · c2 білий пішак · e2 білий слон · f2 білий пішак · g2 білий пішак · a1 біла тура · e1 білий король · h1 біла тура | c8 чорний король · d8 чорна тура · g8 чорний кінь · h8 чорна тура · a7 чорний пішак · b7 чорний пішак · d7 чорний кінь · f7 чорний пішак · g7 чорний пішак · h7 чорний пішак · c6 чорний пішак · e6 чорний пішак · a5 чорний ферзь · b4 чорний слон · d4 білий пішак · f4 білий слон · a3 білий пішак · c3 білий кінь · f3 білий ферзь · h3 білий пішак · b2 білий пішак · c2 білий пішак · e2 білий слон · f2 білий пішак · g2 білий пішак · a1 біла тура · e1 білий король · h1 біла тура | c8 чорний король · d8 чорна тура · g8 чорний кінь · h8 чорна тура · a7 чорний пішак · b7 чорний пішак · d7 чорний кінь · f7 чорний пішак · g7 чорний пішак · h7 чорний пішак · c6 чорний пішак · e6 чорний пішак · a5 чорний ферзь · b4 чорний слон · d4 білий пішак · f4 білий слон · a3 білий пішак · c3 білий кінь · f3 білий ферзь · h3 білий пішак · b2 білий пішак · c2 білий пішак · e2 білий слон · f2 білий пішак · g2 білий пішак · a1 біла тура · e1 білий король · h1 біла тура | c8 чорний король · d8 чорна тура · g8 чорний кінь · h8 чорна тура · a7 чорний пішак · b7 чорний пішак · d7 чорний кінь · f7 чорний пішак · g7 чорний пішак · h7 чорний пішак · c6 чорний пішак · e6 чорний пішак · a5 чорний ферзь · b4 чорний слон · d4 білий пішак · f4 білий слон · a3 білий пішак · c3 білий кінь · f3 білий ферзь · h3 білий пішак · b2 білий пішак · c2 білий пішак · e2 білий слон · f2 білий пішак · g2 білий пішак · a1 біла тура · e1 білий король · h1 біла тура | c8 чорний король · d8 чорна тура · g8 чорний кінь · h8 чорна тура · a7 чорний пішак · b7 чорний пішак · d7 чорний кінь · f7 чорний пішак · g7 чорний пішак · h7 чорний пішак · c6 чорний пішак · e6 чорний пішак · a5 чорний ферзь · b4 чорний слон · d4 білий пішак · f4 білий слон · a3 білий пішак · c3 білий кінь · f3 білий ферзь · h3 білий пішак · b2 білий пішак · c2 білий пішак · e2 білий слон · f2 білий пішак · g2 білий пішак · a1 біла тура · e1 білий король · h1 біла тура | c8 чорний король · d8 чорна тура · g8 чорний кінь · h8 чорна тура · a7 чорний пішак · b7 чорний пішак · d7 чорний кінь · f7 чорний пішак · g7 чорний пішак · h7 чорний пішак · c6 чорний пішак · e6 чорний пішак · a5 чорний ферзь · b4 чорний слон · d4 білий пішак · f4 білий слон · a3 білий пішак · c3 білий кінь · f3 білий ферзь · h3 білий пішак · b2 білий пішак · c2 білий пішак · e2 білий слон · f2 білий пішак · g2 білий пішак · a1 біла тура · e1 білий король · h1 біла тура | 2 |
| 1 | c8 чорний король · d8 чорна тура · g8 чорний кінь · h8 чорна тура · a7 чорний пішак · b7 чорний пішак · d7 чорний кінь · f7 чорний пішак · g7 чорний пішак · h7 чорний пішак · c6 чорний пішак · e6 чорний пішак · a5 чорний ферзь · b4 чорний слон · d4 білий пішак · f4 білий слон · a3 білий пішак · c3 білий кінь · f3 білий ферзь · h3 білий пішак · b2 білий пішак · c2 білий пішак · e2 білий слон · f2 білий пішак · g2 білий пішак · a1 біла тура · e1 білий король · h1 біла тура | c8 чорний король · d8 чорна тура · g8 чорний кінь · h8 чорна тура · a7 чорний пішак · b7 чорний пішак · d7 чорний кінь · f7 чорний пішак · g7 чорний пішак · h7 чорний пішак · c6 чорний пішак · e6 чорний пішак · a5 чорний ферзь · b4 чорний слон · d4 білий пішак · f4 білий слон · a3 білий пішак · c3 білий кінь · f3 білий ферзь · h3 білий пішак · b2 білий пішак · c2 білий пішак · e2 білий слон · f2 білий пішак · g2 білий пішак · a1 біла тура · e1 білий король · h1 біла тура | c8 чорний король · d8 чорна тура · g8 чорний кінь · h8 чорна тура · a7 чорний пішак · b7 чорний пішак · d7 чорний кінь · f7 чорний пішак · g7 чорний пішак · h7 чорний пішак · c6 чорний пішак · e6 чорний пішак · a5 чорний ферзь · b4 чорний слон · d4 білий пішак · f4 білий слон · a3 білий пішак · c3 білий кінь · f3 білий ферзь · h3 білий пішак · b2 білий пішак · c2 білий пішак · e2 білий слон · f2 білий пішак · g2 білий пішак · a1 біла тура · e1 білий король · h1 біла тура | c8 чорний король · d8 чорна тура · g8 чорний кінь · h8 чорна тура · a7 чорний пішак · b7 чорний пішак · d7 чорний кінь · f7 чорний пішак · g7 чорний пішак · h7 чорний пішак · c6 чорний пішак · e6 чорний пішак · a5 чорний ферзь · b4 чорний слон · d4 білий пішак · f4 білий слон · a3 білий пішак · c3 білий кінь · f3 білий ферзь · h3 білий пішак · b2 білий пішак · c2 білий пішак · e2 білий слон · f2 білий пішак · g2 білий пішак · a1 біла тура · e1 білий король · h1 біла тура | c8 чорний король · d8 чорна тура · g8 чорний кінь · h8 чорна тура · a7 чорний пішак · b7 чорний пішак · d7 чорний кінь · f7 чорний пішак · g7 чорний пішак · h7 чорний пішак · c6 чорний пішак · e6 чорний пішак · a5 чорний ферзь · b4 чорний слон · d4 білий пішак · f4 білий слон · a3 білий пішак · c3 білий кінь · f3 білий ферзь · h3 білий пішак · b2 білий пішак · c2 білий пішак · e2 білий слон · f2 білий пішак · g2 білий пішак · a1 біла тура · e1 білий король · h1 біла тура | c8 чорний король · d8 чорна тура · g8 чорний кінь · h8 чорна тура · a7 чорний пішак · b7 чорний пішак · d7 чорний кінь · f7 чорний пішак · g7 чорний пішак · h7 чорний пішак · c6 чорний пішак · e6 чорний пішак · a5 чорний ферзь · b4 чорний слон · d4 білий пішак · f4 білий слон · a3 білий пішак · c3 білий кінь · f3 білий ферзь · h3 білий пішак · b2 білий пішак · c2 білий пішак · e2 білий слон · f2 білий пішак · g2 білий пішак · a1 біла тура · e1 білий король · h1 біла тура | c8 чорний король · d8 чорна тура · g8 чорний кінь · h8 чорна тура · a7 чорний пішак · b7 чорний пішак · d7 чорний кінь · f7 чорний пішак · g7 чорний пішак · h7 чорний пішак · c6 чорний пішак · e6 чорний пішак · a5 чорний ферзь · b4 чорний слон · d4 білий пішак · f4 білий слон · a3 білий пішак · c3 білий кінь · f3 білий ферзь · h3 білий пішак · b2 білий пішак · c2 білий пішак · e2 білий слон · f2 білий пішак · g2 білий пішак · a1 біла тура · e1 білий король · h1 біла тура | c8 чорний король · d8 чорна тура · g8 чорний кінь · h8 чорна тура · a7 чорний пішак · b7 чорний пішак · d7 чорний кінь · f7 чорний пішак · g7 чорний пішак · h7 чорний пішак · c6 чорний пішак · e6 чорний пішак · a5 чорний ферзь · b4 чорний слон · d4 білий пішак · f4 білий слон · a3 білий пішак · c3 білий кінь · f3 білий ферзь · h3 білий пішак · b2 білий пішак · c2 білий пішак · e2 білий слон · f2 білий пішак · g2 білий пішак · a1 біла тура · e1 білий король · h1 біла тура | 1 |
|   | a | b | c | d | e | f | g | h |   |

Естебан Каналь переміг у партії, яку названо Безсмертна перуанська партія. Вона відбулась 1934 року під час сеансу одночасної гри в Будапешті проти невідомого суперника. У тій партії, яка тривала лише 14 ходів, він пожертвував обидві тури, потім ферзя і завершив поєдинок матом Бодена:
1.e4 d5 2.e: d5 H: d5 3.Sc3 Ha5 4.d4 c6 5.Sf3 Gg4 6.Gf4 e6 7.h3 G: f3 8.H: f3 Gb4 9.Ge2 Sd7 10.a3 O-O-O?? (diagram) 11.a: b4!! H: a1+ 12.Kd2! H: h1 13.H: c6+! b: c6 14.Ga6#